# 桐生一馬
桐生一馬（日语：／ Kiryū Kazuma）是日本電玩作品《人中之龍》系列的虛構角色，亦是該作品的第一男主角。初為東城會堂島組的若眾，空白的一坪的事件過後升為東城會堂島組的舎弟頭輔佐，之後成為東城會第四代會長，任期為一天。聲優為黑田崇矢（成年）和野島健兒（《人中之龍2》中的少年桐生）及刘北辰（汉语普通话配音，《人中之龍8》启用）。
據遊戲製作人名越稔洋表示，桐生一馬並沒有以任何真實人物做為原型。

## 人物概要
擁有「堂島之龍」「傳說的黑道」「傳說之龍」「東城會第四代會長」等多個稱號。初為東城會堂島組的若眾，「空白的一坪」事件過後升為東城會堂島組的舎弟頭輔佐，之後成為東城會第四代會長（但任期僅一天），在「一百億圓事件」之後又被人稱作傳說的黑道。有著強烈的正義感和重情重義的個性，是個為仁義而生的男人。
與錦山彰及澤村由美是從小一起在孤兒院長大的朋友。先後幫助東城會解決「内部問題」，以及「近江聯盟騒動」和「陽銘連合會事件」。在揭開「尾道的秘密」時捲入政治鬥爭中，最後桐生與政治家達成協議，答應自己假死替政治家保守一切秘密，不再見任何人，以換取堂島大吾等人的自由，與及「牽牛花」育幼院眾人和廣瀨一家的安全。從此桐生下落不明，「堂島之龍」的傳說亦就此落幕。

## 感情

### 主线角色
- 澤村由美

在《人中之龍0》中只有名字被提及，是桐生在孤兒院長大的朋友。亦是桐生第一位喜歡的女角色。在《人中之龍1》中與桐生互相暗戀，後因為失憶而和神宮結婚並生了遙；在結局中了神宮一槍說出其實喜歡桐生並想和他在一起，之後死在桐生懷中。聲優：原版是上阪都子，重製版《極》中為坂本真绫。
目前：去世
- 狹山薰

在《人中之龍2》登埸的女主角，前半段與桐生只是保護和被保護的關係，後半段開始與桐生互生情愫，之後成為情侶。聲優：原版中是大輝優，重製版《極2》中為久川绫。
在《人中之龍3》中，因決定去海外任職而與桐生分手。
在《人中之龍8》的支線登場，完成後將成為外派幫手。
目前：從美國返日，申請調職。從事青年防止犯罪工作。
- 真弓

在《人中之龍5》中登場的新角色，本來只是奉命保護桐生，但在某一年被醉漢打擾時，被桐生所救和挨了一頓小混混的揍後，轉為愛上桐生，甚至想獻身給桐生，但可惜桐生不領情，最後在醫院見到斑目聽了原因後，接受斑目的任務後，和真弓說你有更好的人選，不值得這樣選我，於是一刀兩斷。聲優是女演員片瀨那奈。
目前：不明

### 支线角色
只在本代中出现，后续一般不会提及。
- 美香

在《0》登場的支線角色，在小時候因玩軌道車被桐生打敗後對桐生一見鍾情，希望能夠成為他的戀人。在《極》中亦有登場的支線角色，17年後重遇桐生，想起以前小時候說想做桐生的女朋友感到欣慰。
目前：不明
- 春海

在《0》登場的支線角色，在軌道車比賽敗給桐生後，桐生說出「認真努力比賽的你，其實挺可愛」後喜歡桐生。
目前：不明
- 支線24登場的女性

在《0》登場的支線角色。
目前：不明
- 吾朗美

在《極》中登場的角色。以濃妝玫紅色貼身蛇紋迷你裙示人的公關小姐，桐生親自認證的好女人，實為女裝扮相的真島吾朗，是個挑逗桐生和自己打架的"女人"。
目前：存活

## 家庭
雙親/死亡
姓名不詳，在《1》中可知桐生父母遭風間所殺。
養父/死亡
風間新太郎。收養桐生並扶養其長大
桐生將其視為自己真正的父親。在死前向桐生坦承自己殺害其雙親。
詳情參照「風間組－風間新太郎」
錦山彰/死亡
與桐生同在育幼院向日葵長大。雖然並非親兄弟，但兩人關係情同手足，會相互為對方義無反顧挺身而出。在《1》與神宮同歸於盡。
詳情參照「主要人物－錦山彰」
澤村由美/死亡
與桐生同在育幼院向日葵長大。桐生多年來的心儀對象。在《1》中為保護遙與桐生中彈而死。
詳情參照「主要人物－澤村由美」
澤村遙/已婚
澤村由美與神宮京平的女兒，出於桐生對由美的感情，朝夕相處的兩人實際上情同父女，桐生亦將其視為己出。宇佐美勇太的妻子，澤村遙人的母親。
詳情參照「主要人物－澤村遙」
宇佐美勇太/已婚
澤村遙的丈夫，澤村遙人的父親。對桐生以「大哥」相稱。
詳情參照「陽銘連合會 廣瀨一家－宇佐美勇太」
澤村遙勇
澤村遙和宇佐美勇太的兒子，桐生的外孫。《8》正式確定名字的漢字寫法。
詳情參照「主要人物－澤村遙勇」

### 牽牛花的孩子們
詳情參照「孤兒院「牽牛花」的孩子們」

## 朋友

### 伊達真
在桐生為錦山頂罪後，負責偵訊的刑警。認定桐生並非殺害堂島宗兵的真凶，此後在兩人多次互相幫助後成為知交。唯有在其面前，桐生才會罕見地露出風趣的一面。除澤村遙之外幾乎在每一作中都有露面。最後受桐生之託謊稱證實其已死消息，在人中之龍7故事中後期之前是唯一一個知道桐生仍活著的人。
聲優為 山路和弘
詳情參照「主要人物－伊達真」

### 真島吾朗
個性天差地別的兩人，在各自重回組織時相識，因喜歡強者的真島對堅持打敗桐生的執著，在兩人一次次的交手中建立起羈絆，桐生將其視為兄長般敬重，稱其為「真島大哥」，卻也常因其不按牌理出牌的行為，讓桐生覺得無法理解。多次在桐生身陷危機時幫助桐生，甚至曾為了保護遙，而與自己兄弟冴島動手。總是親暱的稱呼桐生為「桐生醬」。
聲優為 宇垣秀成
詳情參照「主角們－真島吾朗」

### 秋山駿
在與谷村正義一同保護冴島靖子逃亡時與桐生交手時初識，而後表示自己被桐生當時身涉的百億元事件所救，靠著當時從天中得到的錢重獲人生，因此相當感謝桐生。在近江連合大舉入侵之時，與桐生一同在神室町街頭聯手抵抗黑澤勢力。在遙因車禍昏迷時，因擔心事態擴大，而曾經試圖阻止桐生將遙人從醫院帶走但沒能成功，在桐生尋找遙與遙人生父之時，亦不顧自身危險提供其協助，對桐生死亡的真相存疑。
聲優為 山寺宏一
詳情參照「主角們－秋山駿」

### 冴島大河
兩人於育幼院「牽牛花」的海邊初識，方自沖繩第二監獄逃獄的冴島，在得知眼前的男人就是獄中結識的濱崎所說的「桐生」後，請求桐生助其回到神室町，在桐生聽聞冴島復仇的動機後拒絕，兩人大打出手但不分軒輊，之後因為遙對其表示信任，於是在桐生的幫助下前往神室町。桐生在得知冴島就是當年的「十八命殺手」與事件全貌後，鼓勵因妹妹與濱崎之死而失意的冴島，表示對其心境的認同與理解。在桐生的幫助下成立東城會直系冴島組。後與桐生約定要以一己之力壯大東城會，於是決定在完成三年刑期淨身後以若頭身分輔佐大吾。同樣曾為了保護遙，而與真島動手。
聲優為 小山力也
詳情參照「主角們－冴島大河」

### 賽之花屋
對於出手幫助與女友私奔的其子高志的桐生十分感激，此後便在多次事件中幫助桐生。桐生更在高志即將結婚前，幫助多年未見的兩人相認。
聲優為 藤原喜明
詳情參照「神室町的居民們－賽之花屋」

### 軌道車戰士
擔任軌道車比賽的評述員，同時負責招待來玩軌道車的小孩。技術高超而被稱為「神室町最快的選手」，但在軌道車對決中敗給桐生後將此稱號交給桐生。在人中之龍0、極、6、7、8也有登場，在極中決定辭去軌道車的工作並離開神室町，回老家繼承祖家的豆腐店和結婚。在6中在尾道重遇桐生，但已放棄了軌道車，在妻子的施壓下希望兒子可以接受良好的教育而態度強硬，因而跟兒子疏遠，後因桐生的介入，令軌道車戰士重拾軌道車的熱情並與兒子和好。在8中成為了軌道車公司社長，並跟下屬說期盼能再跟桐生一起玩軌道車，隨身帶著跟桐生年輕時的合照，跟桐生互相稱為一輩子的朋友。
聲優為 堀內隼人

## 主系列的活躍

### 人中之龍0 誓約的場所
20歳，東城會內最大組織堂島組若眾。堂島組內若頭輔佐久瀨、阿波野、澀澤三人意圖上位，設計陷害若頭風間入獄。身為風間勢力的他，先是因組內若頭輔佐久瀨，收買地下錢莊業者後再殺害其債務人，使其成為眾所矢之，為避免牽連人在獄中的風間，請求組長堂島將其逐出組織。回歸常人身分後為保護風間，與握有「空白的一坪」情報的不動產業者立華鐵合作。此時堂島組對其展開全面追殺，一度幾乎要被因不忍自己慘死的錦山槍殺，在錦未能扣下板機的槍口下死過一次的他，為保護錦山不受自己牽連，決定斷絕兩人兄弟關係。面對阿波野的威脅利誘仍不為所動，拒絕交出立華。在立華以十億及日後三成上繳金作為條件交涉下，得到東城會宗家的庇護。在立華掌握「空白的一坪」所有者牧村實下落後，代其前往蒼天堀將實帶回神室町。在得知實的身世後，與其約定必定讓她與哥哥立華相見，然而立華卻死於久瀨的酷刑之下。此後實不知去向，在世良口中得知實遭堂島組槍擊失去意識。因得權的澀澤決定徹底剷除風間勢力與日俠聯，再次與久瀨對決並將其擊敗後，為保護實與錦一同趕往芝浦，與澀澤對決，在即將殺死澀澤之際被錦阻止表示必須殺人的那一天來臨時，他會在他身旁。事件後，向風間表示自己回到堂島組的決定。也對錦阻止險些失手殺人的自己表示感激，並在神室町街頭初遇重回嶋野組的真島。

### 人中之龍
37歲。因救助被擄走的由美，兄弟錦山因而失手殺害組長堂島宗兵，自願替其扛下殺人罪名入獄十年，並因此遭第三代會長世良處以破門逐出組織，出獄後為尋找失蹤的由美，因而捲入東城會消失的百億事件中。最後因世良遺囑，而成為第四代會長，雖在千禧塔阻止神宮的野心，但錦山、由美與恩師風間也因此而死。失去自己珍視的人們後放棄希望，一度打算再次入獄，最後選擇與遙一起生活。在會長襲名儀式後隨即宣布引退，任命原為近江連合的寺田行雄繼任為第五代會長。

### 人中之龍2
38歲。在百億事件後，偕同遙前去墓園弔念風間、錦山及由美時，受遭到刺殺的第五代會長寺田所託，而前往近江連合本部代為交涉五五交盃一事。雖取得對方年邁會長鄉田仁首肯，但覬覦會長大位的手下們仍揮軍東進。此時也因韓國真拳派遺族對東城會展開復仇，而使神室町陷入炸彈威脅，為保護東城會再度挺身而出，擊敗關西之龍鄉田龍司，並在眾人的幫助下化解危機。

### 人中之龍3
40歳。前往沖繩接手育幼院「牽牛花」的經營，照顧無家可歸的孩子們，並與他們一起過著平穩的日子。因當地徵收土地計畫，使牽牛花面臨被迫交出土地的窘境。此時人在神室町的東城會第六代會長大吾，與在沖繩當地結識的琉道一家組長名嘉原，兩人疑似遭長相神似風間新太郎的神秘男子開槍射擊，為守護牽牛花及調查事件真相，重回神室町。擊敗幕後真兇直系白峯會會長峯義孝，之後透過峯的自白理解其苦衷。為保全已死的峯在大吾心中的形象，在大吾詢問其是否為叛徒時，選擇對大吾隱瞞真相，表示峯不是叛徒。事件過後被失勢的濱崎刺傷。

### 人中之龍4 繼承傳說者
41歳。恢復健康的他，與「牽牛花」的孩子們一起在沖繩過著平穩的生活。在與逃獄的濱崎重逢後，被捲入事關東城會存亡與百億事件的陰謀之中。面對濱崎的死，與接踵而來的事件，開始重新審視多年來不停抵抗宿命的自己後，決定毅然面對其使命，與東城會第六代會長堂島大吾進行對決，以前會長的身份將其擊敗。之後參與東城會本部直系冴島組襲名儀式（被認為是司儀或介紹人）。

### 人中之龍5 實現夢想者
44歳。為守護所愛之人的「夢想」，選擇離開牽牛花，落腳福岡永洲街後化名鈴木太一，以計程車司機為業，在博多展開新生活。由於大吾失蹤，以及東城會代理會長青山稔意圖篡位，讓他憤而隻身單挑東城會。之後大吾的護衛森永，示意桐生回到東京，在聽聞真島死訊後，原本決定隱姓埋名的他重回神室町。與勝矢、渡瀨及冴島三人來到神室町Hills頂樓，與渡瀨進行死鬥，四人成功引出幕後主謀黑澤後遭其射傷。而後因黑澤以遙性命相脅而迷惘，在冴島的鼓勵下終於義無反顧挺身阻止其陰謀。在負傷狀態下趕往東城會本部，擊敗黑澤之子相澤。在離開本部途中，因腹部傷口大量出血而失去意識，在遙的呼喚下甦醒，讓他終於得到久違的平靜及慰藉。

### 人中之龍6 生命詩篇。
48歲。在黑澤事件後身負重傷失去意識，遙一行人將其送醫。警方為平息事件所引發民眾的不良觀感，而將其逮捕。為能坦然回應當時遙為了自己的義無反顧。拒絕大吾提供的法律協助，接受刑期入獄服刑。2016年12月，獲得假釋出獄後回到沖繩，隨即為找尋失蹤的遙，前往神室町。重回舊地後發現人事已非，大吾與真島受火燒亞細亞街事件牽連遭逮捕、天空金融關閉、星塵易主。此時獲知遙因車禍而失去意識，並育有一子遙人。在伊達指示下，帶著遙人前往廣島尋找其生父，結識當地組織陽銘聯合會的廣瀨一家，在其幫助下得知遙三年來的行蹤。在尋找遙人生父的過程中，捲入東城會與中國黑幫祭汪會的鬥爭，且察覺東城會現任代理會長菅井克己的野心，為了遙母子的安全，及負起自己讓大吾走上黑道的責任。擊破韓國犯罪組織真拳派殘黨與祭汪會，挫敗陽銘聯合會的陰謀，並且揭開足以動搖日本的「尾道的秘密」-超大和號戰艦。事件後拒絕收受政治家的封口鉅款，以假死作為代價，換取大吾的自由。為保護身邊所愛之人，選擇抹去自己的存在，消失於世人之前。「堂島之龍」的傳說，就此落下帷幕…

### 人中之龍7 光與闇的去向
51歲，為保護在近江連合本部宣布解散，而遭反對派襲擊的渡瀨時現身，而這位「只不過是臨時用錢請來的保鑣」及時保護了渡瀨和大吾兩人。之後在橫濱街頭阻止失去理智的春日，並表示想提供青木遼情報，示意春日等人前往寇汨株據點，「以拳頭看人的類型」的堂島之龍擊敗春日一行人後，春日也恢復冷靜。由於自身處於「已死」狀態，不便洩露自己真實身份，在拒絕其協助請求後離去。在春日等人打敗亞門後，詢問亞門對春日的看法，亞門認同春日後表示「或許會由他來接續你的傳說吧」時，桐生回應「用不著接續我的傳說。他就是他，並不是我。他只要用他的方式，貫徹自己的生存之道就好。他不是我的繼承人，也不是替代品。春日一番就是春日一番。只要能直率地拼命活下去就行了。」

### 人中之龍7外傳 英雄無名
順應《人中之龍6》劇情，桐生接受大道寺一派交易，對外宣稱假死以接受大道寺一派的工作委派及庇護。因「桐生一馬已死」，無法大搖大擺出門，也無法與在沖繩的孩子們見面，平日裏無所事事，化名「淨龍」成日靜坐在寺廟當中「坐禪」，偶爾接受來自上司花輪喜平下發的任務度過餘生。在劇情開頭當中，桐生接受組織交予的任務，前往橫濱港協助完成走私活動。任務期間不慎墮入對方事先佈下的陷阱，在擊倒敵人以後，桐生一行人正欲脫身，卻陰差陽錯被偽裝交易、實則他想的渡瀨組若頭輔佐獅子堂康生等人發現自己依然存活的事實......

### 人中之龍8
在協助渡瀨組若頭鶴野裕樹、組長渡瀨勝等人圓滿完成解散東城會及近江聯合期間的保衛任務，同時也替所在的組織大道寺一派消除了潛在威脅，組織獎勵桐生無限期出外旅行，即使如此，桐生在外出期間也依然被嚴密監視着，屆時順應上司花輪喜平的指派前往夏威夷，發現春日一番與自己的目的相同後，協助春日尋找其母茜女士。誰知夏威夷危機四伏，所幸最後關頭敵人之一的山井豐沒趁機取其性命及建議身患癌症的他回日本渡過最後的日子......惟回到日本之後，他在激戰之中拼命保護的黃拓及其上司花輪竟在夏威夷的大道寺一派安全屋慘遭毒手。

## 外傳
《人中之龍 Of the End》
與秋山、真島及鄉田等人，共同對抗近江連合直系鄉龍會第三代會長二階堂哲雄為毀滅東城會，而製造的一連串事件。
《人中之龍 見參！》
本為江戶時代的劍術家宮本武藏，因暗殺結城秀康而隱姓埋名，以新身分「桐生一馬之介」繼續生活，之後開了一家間叫作「龍屋」的店舖。
《人中之龍 維新！》
土佐勤王黨首席坂本龍馬，因被誤認為刺殺參政吉田東洋的兇手，離開土佐後，以新選組三番隊隊長齋藤一的身分，在京都對幕後真兇進行調查。